# 유두양털박쥐
유두양털박쥐(Kerivoula papillosa)는 애기박쥐과에 속하는 박쥐의 일종이다. 브루나이와 인도, 인도네시아, 말레이시아, 베트남에서 발견된다.

## 특징
털은 일반적으로 상체는 진한 갈색을 띠고, 하체는 연한 갈색이다. 발에 흰 털이 흔하게 발견된다. 대퇴골 사이에 독특한 비막을 갖고 있다. 이 비막에는 털이 없고, 작고 부드러운 사마귀 같은 돌기로 덮여 있다. 이빨은 곤충의 외골격을 눌러부수기 좋도록 뾰족하게 분화되어 있다.

## 생태
나무 구멍 속 둥지에 매달려 지내며, 보통 1개의 구멍에 1~14마리의 박쥐가 서식한다. 서식지는 아시아 남부 반도의 저지대 혼합 탈락성 숲이다.